# ريتشموند بيرسون
ريتشموند بيرسون (بالإنجليزية: Richmond Pearson)‏ هو محامي ودبلوماسي وسياسي أمريكي، ولد في 26 يناير 1852 في مقاطعة يادكين في الولايات المتحدة، وتوفي في 12 سبتمبر 1923 في آشفيل في الولايات المتحدة. حزبياً، نشط في الحزب الجمهوري. وقد انتخب عضو مجلس نواب كارولينا الشمالية وانتخب عضو مجلس النواب الأمريكي.